# Lupin III - Tutti i tesori del mondo
Lupin III - Tutti i tesori del mondo (ルパン三世 盗まれたルパン ～コピーキャットは真夏の蝶～?, Rupan Sansei - Nusumareta Rupan ~Copycat wa manatsu no chō~, lett. Lupin III - Lupin derubato ~L'imitatore è la farfalla di mezza estate~) è il sedicesimo special televisivo giapponese con protagonista Lupin III, il celebre ladro creato da Monkey Punch, trasmesso per la prima volta in Giappone su Nippon Television il 30 luglio 2004.
È stato mandato in onda, in prima visione, diviso in 4 parti su Italia 1 da lunedì 30 giugno 2008 a giovedì 3 luglio 2008.

## Trama
Joseph Malchovich, un noto criminale, vuole possedere la Collezione Lupin, un'immensa raccolta che consiste in tutto ciò che il ladro ha rubato in tutta la sua carriera. Sulle sue tracce c'è una giovane ladra, Becky, figlia di Cat, un tempo collega e fiamma di Lupin (tanto che il gruppo pensa ad una probabile paternità del protagonista); la donna è stata uccisa da Malchovich tentando di rubare una pietra chiamata "Occhio del Toro" e la figlia desidera vendicarsi, Lupin e la sua banda (anche loro sulle tracce dell'Occhio del Toro) saranno coinvolti loro malgrado. Alla fine Lupin rivela il suo nascondiglio: Bosquito, un paesino di campagna nel nord della Francia, in cui gli abitanti espongono gli oggetti facendoli passare per comuni imitazioni o anticaglie, in piena vista; a sorpresa Lupin farà esplodere tutto per non lasciare i suoi bottini in mani avide o indegne come quelle di Malchovich e del suo mandante e socio Brian Murphy, vice-capo dell'Interpol il quale tradisce Malchovich, uccidendolo per avere solo per sé la collezione Lupin, e rivelandosi essere il vero assassino di Cat.
Lupin riuscirà a fermarlo dall'uccidere Becky e in seguito lo legherà per poi farlo impazzire dopo avergli messo una maschera col suo viso, facendogli credere di essere Lupin stesso, dopodiché avvertirà Zenigata che si prenderà la soddisfazione di arrestarlo mentre Murphy passerà il resto della sua vita in carcere a delirare di essere Lupin. Lupin e soci riveleranno a Fujiko che la collezione Lupin non esiste e che tutti i pezzi presenti nel villaggio erano falsi che hanno usato come esca per attirare i loro nemici per liberarsi di loro. Infine Lupin e soci si rifaranno tornando al castello che custodisce l'Occhio del Toro, posseduto in segreto sempre da Murphy insieme ad altri pezzi unici.

## Doppiaggio
| Personaggio               | Doppiatore originale | Doppiatore italiano |
| ------------------------- | -------------------- | ------------------- |
| Lupin III                 | Kan'ichi Kurita      | Roberto Del Giudice |
| Daisuke Jigen             | Kiyoshi Kobayashi    | Sandro Pellegrini   |
| Fujiko Mine               | Eiko Masuyama        | Alessandra Korompay |
| Goemon Ishikawa XIII      | Makio Inoue          | Antonio Palumbo     |
| Ispettore Koichi Zenigata | Gorō Naya            | Rodolfo Bianchi     |
| Becky Lambert             | Yū Asakawa           | Valeria Vidali      |
| Joseph Malchovich         | Kōji Nakata          | Saverio Indrio      |
| Brian Murphy              | Takeshi Aono         | Oliviero Dinelli    |
| Lumberjack                | Jōji Yanami          | Massimo Gentile     |
| Hakuryu                   | Kiyomitsu Mizuchi    |                     |
| Santana                   | Takashi Irie         |                     |

- Doppiaggio italiano: Edit Srl, eseguito presso SEFIT-CDC
- Dialoghi italiani: Marina D'Aversa
- Direzione del doppiaggio: Roberto Del Giudice

## Edizioni home video

### DVD
La Yamato Video ha pubblicato il DVD dello special il 7 marzo 2009. Per le edicole è uscito con De Agostini il 18 luglio nello stesso anno e con La Gazzetta dello Sport il 6 aprile 2012.

### Blu-ray Disc
In Giappone il film è stato rimasterizzato in alta definizione e venduto in formato Blu-ray Disc all'interno della raccolta LUPIN THE BOX - TV Special BD Collection (LUPIN THE BOX ~ TV スペシャルBDコレクション~?).